# 统合进步党
统合进步党（韩语：／ Tonghapjinbodang），简称进步党，是大韩民国一个左翼政党，由民主劳动党、国民参与党、统一联盟整合而成。2014年12月19日，因党员李石基及其成员试图制造袭击，破壞韓國通信和儲油等核心設施，并谋划在戰爭爆發時與朝鲜合作，對韓國採取武力行動，经韓國憲法法院裁定，該黨試圖通過行使武力顛覆韓國的自由民主主義體制，並試圖修改韓國憲法，違反了民主主義的基本秩序，因此勒令解散。

## 历史
2011年12月6日，统合进步党在中央选举管理委员会登记。
2012年大韩民国议会选举后，该党陷入分裂，13名国会议员中的7名先后退党、另组进步正义党。
2012年大韩民国总统选举中，该党派出李正姬参选。但因支持率太低，李正姬于投票前两天宣布退选，改為支持民主統合黨的文在寅。

## 遭強制解散
2013年11月5日，国务总理郑烘原主持召开国务会议，对法务部定为紧急案件的“违宪政党解散审判申请案件”进行了审理与表决。在隨後召開的新聞發佈會上，韓國法務部長黃教安稱，“統合進步黨在建黨目的與政黨活動層面上，都屬於‘違憲政党’，因而向憲法法院提交要求解散該黨的審判申請書”。除提出解散該黨的申請外，韓國政府同時還申請判決該党所屬國會議員全部喪失議員資格，並針對該黨提交了停止政黨活動的臨時處理申請。韓國政府公佈的證明統合進步黨確屬“違憲政黨”的證據要點包括：統合進步黨的核心人物為李石基等主體思想派；信奉主體思想、推崇朝鮮；其自主、民主、統一的價值觀與“從北主義”一脈相承；其主要政治路線為通過革命實現社會變革。
2014年12月19日，韓國憲法法院頒布命令，以涉及“親北”、“破壞基本民主秩序”與「企圖破壞國家體制」與「憲法精神」為由，強制解散了統合進步黨，五名国会议员被剥夺议员资格。该党成為大韓民國自1987年民主化以來第一個被憲法法庭勒令解散的政黨。法官金二洙是唯一投下反对票的宪法法院法官。
2014年12月22日，朝鲜民主法律工作者协会发言人发表谈话，韩国解散统合进步党的目的在于瓦解和崩溃进步民主势力，同时以此平息鄭潤會介入国政疑惑案引来的内外舆论责难。

## 党务组织

### 代表
1. 李正姬、柳時敏、沈相奵（共同代表：2011年12月5日 – 2012年5月12日）、趙俊虎（共同代表：2012年2月23日 – 2012年5月12日），法定代表：李正姬
2. 姜基甲（非常对策委员长：2012年5月14日 – 2012年7月15日）
3. 姜基甲（代表：2012年7月15日 – 2012年9月10日）
4. 姜炳基（非常对策委员长：2012年9月16日 – 2013年2月28日）
5. 李正姬（代表：2013年3月1日 – 2014年12月19日）

### 院内代表
1. 姜基甲（2011年12月5日 – 2012年5月29日）
2. 沈相奵（2012年7月10日 – 2012年7月26日）
3. 吳秉潤（2012年9月7日 – 2013年3月1日）
4. 吳秉潤（2013年3月1日 – 2014年12月19日）

## 主要選舉記錄

### 國會選舉
| 年度 | 選舉   | 贏得席位 | 區域總票數 | 區域得票率 | 區域席位 | 政黨票總票數 | 政黨票得票率 | 比例代表席位 | 選舉結果        | 領袖   |
| ---- | ------ | -------- | ---------- | ---------- | -------- | ------------ | ------------ | ------------ | --------------- | ------ |
| 2012 | 第19屆 | 13 / 300 | 1,291,306  | 5.99%      | 7 / 246  | 2,198,405    | 10.3%        | 6 / 54       | ▲ 6席; 第三大黨 | 李正姬 |

### 歷屆總統大選結果
| 年度 | 選舉   | 候選人 | 得票 | 得票率 | 結果 |
| ---- | ------ | ------ | ---- | ------ | ---- |
| 2012 | 第18屆 | 李正姬 | -    | -      | 退選 |

### 歷屆地方選舉結果
| 年度   | 選舉 | 廣域團體長 | 廣域自治議員 | 基礎團體長 | 基礎自治議員 | 領袖   |
| ------ | ---- | ---------- | ------------ | ---------- | ------------ | ------ |
| 2014年 | 6屆  | 0 / 17     | 3 / 789      | 0 / 226    | 34 / 2,898   | 李正姬 |

### 历届补选结果
| 选举       | 国会议员 | 广域自治团体长 | 基础自治团体长 | 广域自治团体议员 | 基础自治团体议员 | 领袖   |
| ---------- | -------- | -------------- | -------------- | ---------------- | ---------------- | ------ |
| 2012年4月  | 不適用   | 不適用         | 0 / 5          | 4 / 37           | 0 / 19           | 李正姬 |
| 2012年12月 | 不適用   | 不適用         | 不適用         | 0 / 2            | 2 / 19           | 姜炳基 |
| 2013年4月  | 0 / 3    | 不適用         | 不適用         | 不適用           | 0 / 3            | 李正姬 |
| 2013年10月 | 0 / 2    | 不適用         | 不適用         | 不適用           | 不適用           | 李正姬 |
| 2014年7月  | 0 / 15   | 不適用         | 不適用         | 不適用           | 0 / 1            | 李正姬 |